# آرتور رودریگز رزنده
آرتور رودریگز رزنده (انگلیسی: Arthur Rodrigues Rezende؛ زادهٔ ۲۱ مارس ۱۹۹۴) بازیکن فوتبال اهل برزیل است.